# Sent Sornin de la Marcha
Sent Sòrnin la Marcha (en francès Saint-Sornin-la-Marche) és un municipi francès situat al departament de l'Alta Viena i a la regió de la Nova Aquitània.

## Demografia
| 1962                                       | 1968 | 1975 | 1982 | 1990 | 1999 | 2007 |
| ------------------------------------------ | ---- | ---- | ---- | ---- | ---- | ---- |
| 465                                        | 429  | 408  | 309  | 298  | 239  | 234  |
| Des de 1962: població sense dobles comptes |      |      |      |      |      |      |

## Administració
| Període | Identitat        | Partit |
| ------- | ---------------- | ------ |
| 2001-   | Jean-Yves Allard |        |